# 総合福祉学部
総合福祉学部（そうごうふくしがくぶ）は、福祉に関連する学問全般を教育研究するために大学に設置される学部の名称である。

## 総合福祉学部を置く大学
- 東北福祉大学
- 淑徳大学

## 総合福祉学部に置かれる学科
- 総合福祉学科
- 産業福祉学科
- 実践心理学科
- 社会教育学科
- 社会福祉学科
- 情報福祉学科
- 人間社会学科
- 福祉心理学科
- 教育福祉学科
- 福祉行政学科